# Пакт за стабилност за Югоизточна Европа
Пактът за стабилност за Югоизточна Европа (на английски: The Stability Pact for Southeastern Europe) е институция, съществувала в периода от 1999 до 2008 г., насочена към укрепване на мира, демокрацията, правата на човека и икономиката в страните от Югоизточна Европа. През февруари 2008 г. е заменена от Съвета за регионално сътрудничество (RCC), създаден в Белград.

## История
Пактът за стабилност за Югоизточна Европа е създаден през 1999 г. по инициатива на Европейския съюз в Кьолн, Германия. Негова основна цел е подпомагането на страните от региона в техните усилия да насърчат мира, демокрацията, зачитането на правата на човека и икономическия просперитет и като цяло за постигане на стабилност в региона.
Държавите, които вземат участие, са Албания, Босна и Херцеговина, България, Молдова, Република Македония, Сърбия, Хърватия, Черна гора. Те разглеждат тази структура като средство за общия им прогрес и евроатлантическа интеграция.
От 22 май 2000 г., с цел подпомагането на Временната администрация на ООН в Косово (UNMIK), Службата на върховния представител в Босна и Херцеговина (OHR) и Пакта за стабилност за Югоизточна Европа (SP) е назначаван всяка година специален координатор на Пактът за стабилност.
На 30 май 2006 г. в Белград се състои регионална кръгла маса, на която е взето решение организацията да се преобразува в Съвет за регионално сътрудничество от 2008 г.